# دنيا أبو طالب
دُنيا أبو طالب (ولدت حوالي عام 1997) لاعبة تايكوندو سعودية.

## المسيرة المهنية
عرّف والد دنيا أبو طالب ابنته على رياضة التايكوندو الكورية عندما كانت في الثامنة من عمرها. كانت هذه الرياضة نادرة في السعودية. تدربت في نادٍ خاص حتى بلغت 13 عامًا.
شاركت دنيا في الألعاب السعودية وكانت واحدة من أربعة رياضيين يمثلون السعودية في بطولة العالم للتايكوندو 2022 في غوادالاخارا بالمكسيك. كانت هي الرياضية الأنثى الوحيدة في الفريق. شاركت في فئة الوزن 49 كجم تحت إشراف المدرب الروسي كوربان بوغدا. حققت المركز الثالث في فئة وزن الذبابة في المكسيك، وأيضًا حققت المركز الثالث في فئتها في دورة الألعاب الآسيوية 2022.
في عام 2024، أصبحت دنيا أول امرأة سعودية في التاريخ تتأهل لمقعد في الأولمبياد بسبب تفوقها في التصفيات والمنافسات الرسمية بعد اجتيازها التصفيات الآسيوية.
شاركت في أولمبياد باريس 2024 في فئة تايكوندو للسيدات بوزن 49 كجم. واجهت الرياضية الإسرائيلية أفيساغ سمبرغ في مباراتها الأولى وحققت الفوز، وتأهلت للعب على الميدالية البرونزية إلّا أنها خسرت أمام خصمها اللاعبة الإيرانية مبينا نمتزاده .